# Lethrus rosmarus
Lethrus rosmarus là một loài bọ cánh cứng trong họ Geotrupidae. Loài này được Ballion miêu tả khoa học năm 1871.